# Maurice Peeters
Mouritius Prosper Peeters més conegut com a Maurice Peeters (Anvers, Bèlgica, 5 de maig de 1882 – Leidschendam, 6 de desembre de 1957) va ser un pistard belga de naixement, però nacionalitzat neerlandès el 12 de juny de 1908. Va prendre part en dos Jocs Olímpics consecutius, els d'Anvers de 1920 i els París de 1924.
Peeters va debutar al ciclisme amb 34 anys i el 1920 es convertí en el primer campió olímpic neerlandès de ciclisme, en guanyar la prova de velocitat individual, per davant d'Horace Johnson i Harry Ryan. En aquests mateixos Jocs va prendre part en la persecució per equips, quedant eliminat en primera ronda.
Aquell mateix any guanyà el Campionat del Món amateur de velocitat i el Gran Premi de París.
Quatre anys més tard, als Jocs de París, va guanyar la medalla de bronze en la modalitat de tàndem, fent parella amb Gerard Bosch van Drakestein. En velocitat individual quedà eliminat en la repesca dels quarts de final.

## Palmarès
- 1918
  -  Campió dels Països Baixos de velocitat amateur
- 1919
  -  Campió dels Països Baixos de velocitat amateur
- 1920
  -  Medalla d'or als Jocs Olímpics en velocitat individual
  -  Campió del món amateur de velocitat
  -  Campió dels Països Baixos de velocitat amateur
  - 1r al Gran Premi de París en velocitat amateur
- 1922
  -  Campió dels Països Baixos de velocitat amateur
- 1924
  -  Medalla de bronze als Jocs Olímpics en tàndem